# Laço (insígnia)

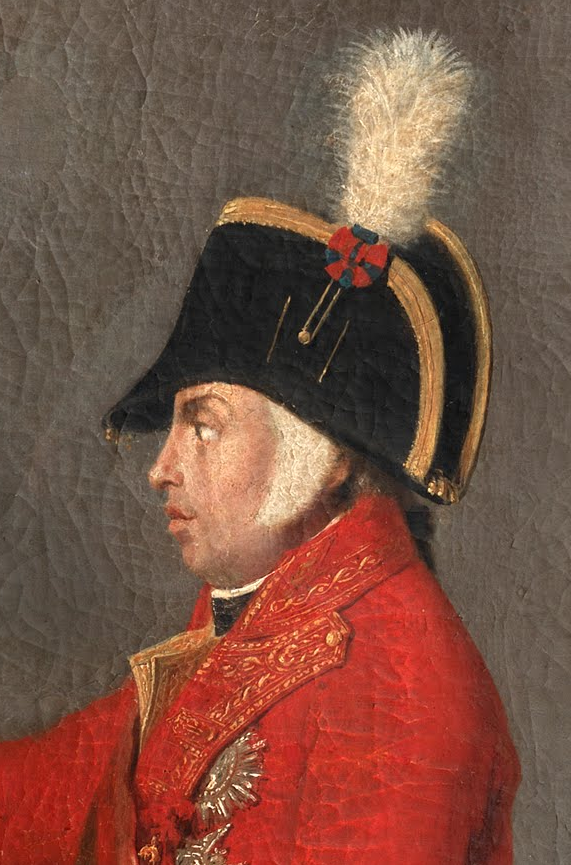
O Rei D. João VI, ostentando o laço azul-escarlate de Portugal no seu bicorno

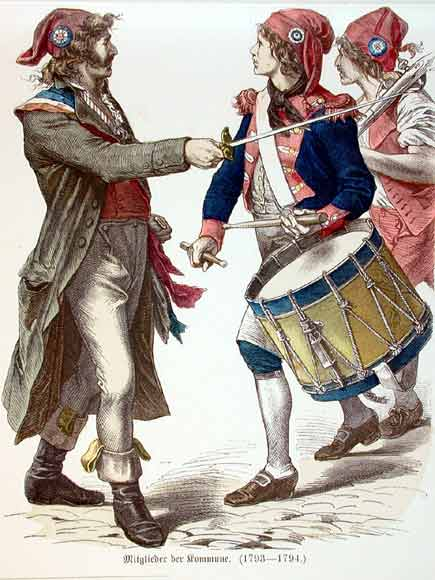
Revolucionários franceses com cocares tricolores nos seus barretes vermelhos

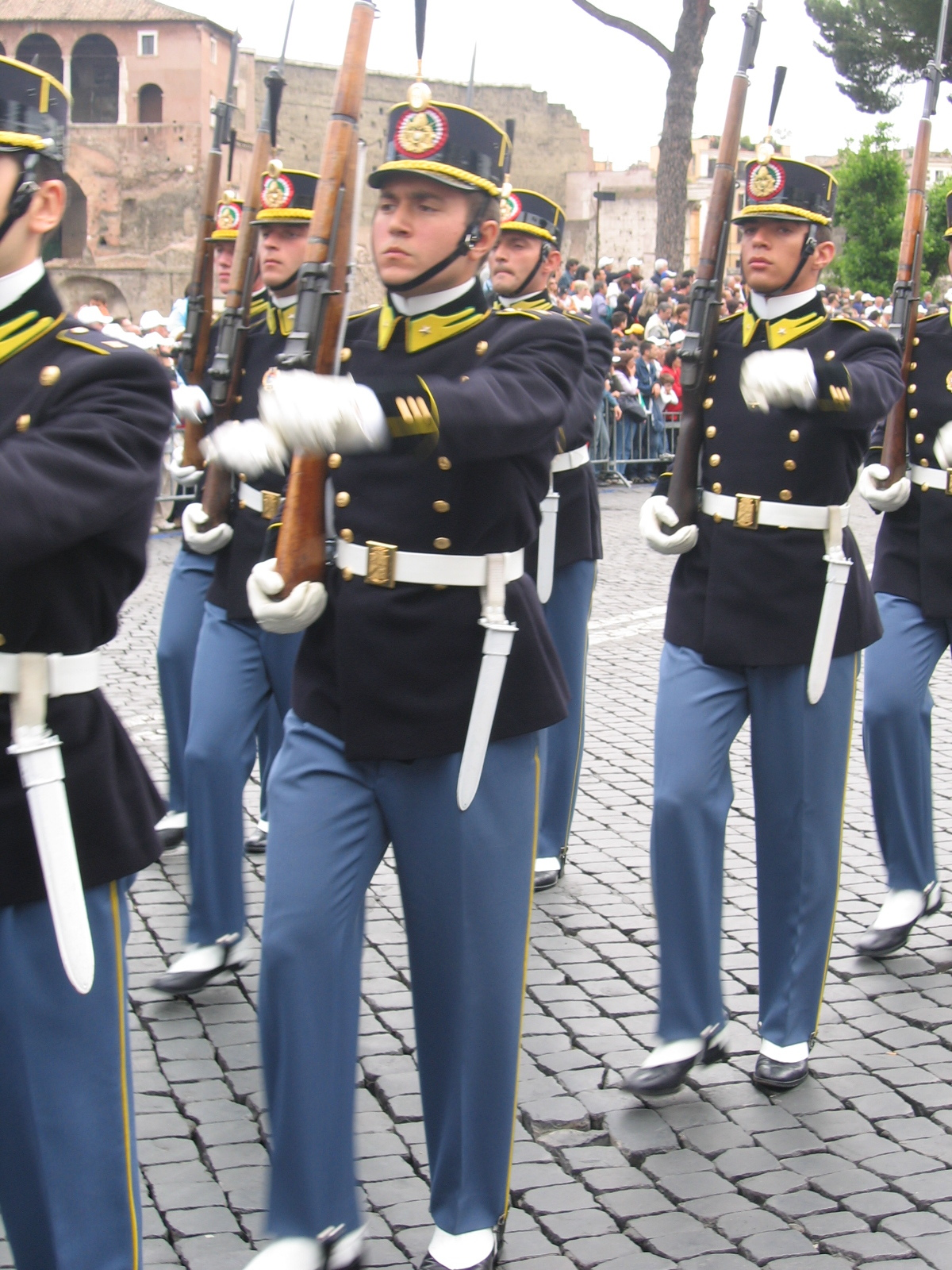
Militares italianos em farda de gala com o laço verde-branco-vermelho da Itália nas suas barretinas

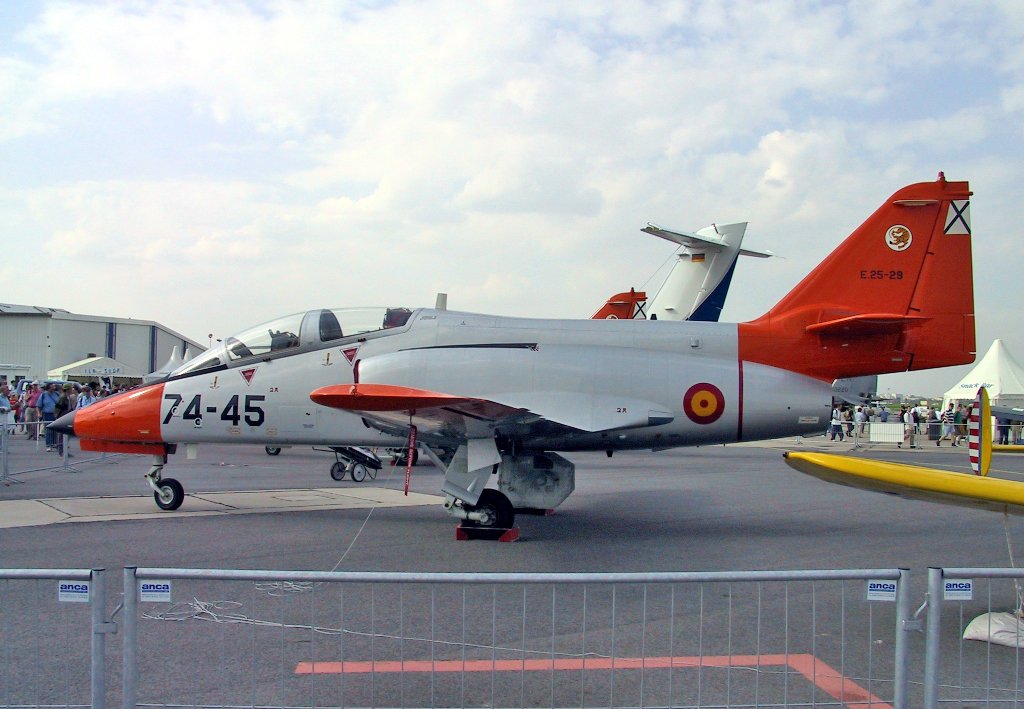
Cocar vermelha-amarela-vermelha da Espanha, como insígnia aeronáutica da Força Aérea Espanhola

Um laço é uma insígnia feita a partir de um laço de fitas ou outro material, de forma circular, com cores distintivas, usada, normalmente, numa cobertura de cabeça. Também é referido como cocar, cocarda, roseta ou tope. Frequentemente usado
como símbolo oficial de estados soberanos, o laço foi também usado como símbolo político.

## Descrição
Consiste normalmente numa roseta de fitas dobradas, geralmente com um botão ao centro. Além disso, duas ou mais tiras de fita podem pender da sua traseira. O material que constituía as fitas era historicamente o tecido. Contudo, no século XX, o plástico substituiu quase completamente o tecido. 

## História
A partir do século XV, várias monarquias europeias introduziram o uso de laços como insígnia para identificação da nacionalidade dos seus soldados. A origem destes laços reverte para as bandas ou fitas de cores distintivas usadas no braço ou coberturas de cabeça, pelos homens de armas do final da Idade Média, a fim de distinguir os amigos dos inimigos, tanto nos campos de batalha ou como em torneios. Laços de fita passaram a ser mais tarde usados nos capacetes, chapéus de abas, tricórnios, bicornes, barretinas, chapéus armados e outras coberturas de cabeça. O material e o local de aplicação do laço poderia variar conforme o tipo de cobertura. Por exemplo, em capacetes era comum a aplicação de laços em material metálico de grande dimensão na lateral, enquanto que em bonés de pala eram normalmente aplicados laços de pequena dimensão, semelhantes a botões, na parte frontal. Para além da significância deste tipo de insígnia como símbolo de lealdade a um monarca particular, o laço colorido servia como um distintivo de campanha comum e económico, em épocas em que as cores dos uniformes poderiam variar entre os vários regimentos de um mesmo exército.
No final do século XVIII, o uso de laços coloridos intensificou-se na Europa, servindo de sinal distintivo para demonstrar a lealdade dos seus usuários a um monarca, a uma nação ou a uma causa política. Além de serem usados em librés e em uniformes militares, também passou a ser comum o seu uso em trajes civis. Um laço poderia ser preso na lateral do tricórnio de um homem ou na sua lapela. As senhoras também o poderiam usar nos seus chapéus ou no cabelo.
Na França pré-revolucionária o laço da dinastia dos Bourbons era totalmente branco. Na Grã-Bretanha, os apoiantes de uma restauração jacobita usavam laços brancos, enquanto que a recentemente estabelecida monarquia de Hanôver usava um laço preto. Durante os distúrbios anticatólicos de Gordon, em Londres, o laço azul foi usado pelos arruaceiros como símbolo do sentimento antigovernamental.
Durante a Revolução Americana, o Exército Continental usou inicialmente laços de várias cores como uma forma improvisada de insignia de patente. Contudo, pouco depois, o referido Exército reverteu para o uso dos laços pretos herdados dos Britânicos. Mais tarde, quando a França se tornou uma aliada dos Estados Unidos, o laço branco dos franceses foi unido ao laço preto dos americanos, criando-se um laço preto e branco, usado como marca da aliança entre os dois países. Este laço passou a ser conhecido como "Cocar da União".
No contexto da Revolução Francesa, Camille Desmoulins incentivou a multidão que participou na Tomada da Bastilha a usar laços verdes. A cor verde foi no entanto rejeitada mais tarde, devido à sua associação com o Conde de Artois. Em vez disso, os revolucionários passaram a usar as cores vermelha e azul do brasão de Paris. Mais tarde, foi-lhes acrescentado o branco dos Bourbons, dando origem à famosa Cocarde tricolore (cocar tricolor) revolucionária.
Durante as guerras napoleónicas, as cocares tricolores (vermelha-branca-azul ou de outras cores) passaram a ser associadas aos regimes revolucionários aliados dos Franceses, enquanto que os laços monocolores ou bicolores eram associados aos regimes antirrevolucionários. 
Em 1912 a França, necessitando de uma insígnia que identificasse facilmente a nacionalidade das suas aeronaves militares, começou a pintar, na sua fuselagem, cocares tricolores. Nisto foi seguida por uma série de países, que passaram a utilizar cocares reproduzindo os seus laços nacionais como insígnias aeronáuticas.

## Os laços nacionais nos diversos países

### Portugal
Até 1797 o laço nacional de Portugal utilizava as cores verde e branca, identificativas da Casa de Bragança. Esse laço, ao que parece, seria de pouca utilização, nomeadamente pelo Exército Português, cujos tricórnios do uniforme dispunham de um laço, mas de cor preta, usado apenas como enfeite e sem qualquer significado simbólico.
O uso generalizado do laço nacional foi introduzido nos uniformes militares a partir de 1797. Nessa altura a Casa Real Portuguesa mudou as suas cores para azul-vermelho (definido oficialmente como "azul-escarlate"). O verde e o branco voltaram então a ser, simplesmente, as cores privativas da Casa Ducal de Bragança e do seu Duque, o Príncipe do Brasil. Como cores Reais, o azul-escarlate passou a ser usado nos laços nacionais das coberturas de cabeça dos uniformes militares. Além disso, o azul e o escarlate foram adoptadas como cores principais das bandeiras dos regimentos de infantaria e como cores dos librés (uniformes) dos funcionários civis.
A Revolução Liberal de 1820 mudou as cores do laço nacional para branco-azul. Estas eram consideradas as verdadeiras cores heráldicas de Portugal, presentes na primeira bandeira e nas quinas das armas nacionais. Mais tarde, as novas cores do laço nacional foram também utilizadas na nova bandeira nacional da monarquia liberal.
Durante a Guerra Civil os absolutistas mantiveram como símbolo a laço nacional azul-vermelho, sendo o laço branco-azul o símbolo dos liberais. Na sequência da vitória dos liberais em 1834 o azul e branco tornaram-se definitivamente as cores nacionais.
Em 1910, na sequência da implantação da República são mudadas as cores base da bandeira nacional de azul e branco para verde e vermelho. Com consequência disso, o laço nacional passa a adoptar as novas cores de verde-vermelho. A cocar verde-vermelha também é adoptada como insígnia das aeronaves militares portuguesas a partir de cerca de 1914, até começar a ser substituída pela Cruz de Cristo em 1918.
O uso do laço nacional nos uniformes portugueses começou a cair em desuso a partir da década de 1930. No uniforme do Exército Português passou a ser usada como insígnia de nacionalidade o próprio escudo nacional sobre a esfera armilar, que dava um efeito semelhante aos laços redondos de seda ou de metal, até aí usados. Os uniformes policiais e civis seguiram a mesma linha. Actualmente o laço nacional verde-vermelho mantém-se na barretina do uniforme de gala do Colégio Militar.

Hipotético laço nacional de Portugal (1640–1797)
Laço nacional de Portugal (1797–1820)
Laço nacional de Portugal (1820–1910)
Laço nacional de Portugal (desde 1910)

### Lista de laços nacionais

Laço nacional do Brasil

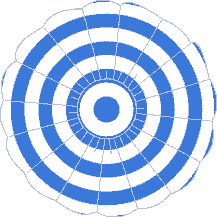
Laço nacional civil do Uruguai

Laço nacional militar do Uruguai (Cocar de Artigas)

Laço nacional policial do Uruguai

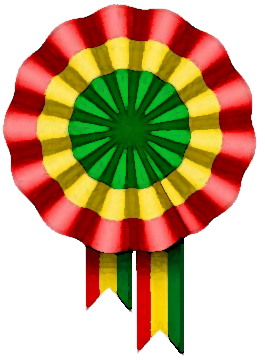
Laço nacional da Bolívia

Laço nacional do Peru

Laço nacional dos Países Baixos

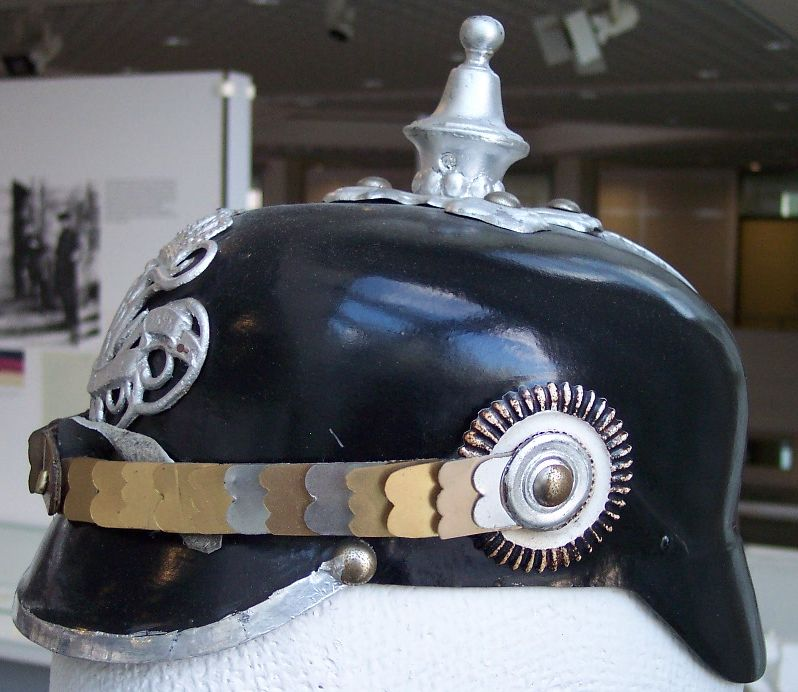
Capacete de espigão alemão com o laço branco-preto da Prússia

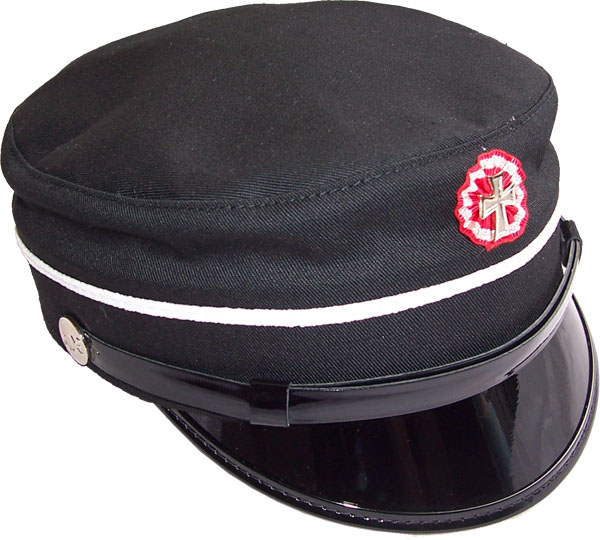
Boné civil de estudante dinamarquês com o laço vermelho-branco-vermelho da Dinamarca

As cores apresentadas nos laços nacionais seguintes são indicadas do interior para o exterior. Se uma cocar de uma Força Aérea for semelhante a um laço nacional, mas com algumas diferenças, essas diferenças são especificadas. 
- Alemanha: preto-vermelho-dourado
  - Alemanha Oriental (1956-1959): preto-vermelho-dourado
  - Terceiro Reich (1932-1945): vermelho-branco-preto
  - República de Weimar (1918-1932): preto-vermelho-dourado
  - Segundo Reich (1871-1918): vermelho-branco-preto
  - Estados federados do Império Alemão (1871-1918):
    - Anhalt: verde
    - Baden: amarelo-vermelho-amarelo
    - Baviera: branco-azul celeste-branco
    - Bremen: branco com cruz vermelha
    - Brunswick: azul-amarelo-azul
    - Hamburgo: branco com cruz vermelha
    - Hesse: branco-vermelho-branco-vermelho-branco
    - Lippe: amarelo-vermelho-amarelo
    - Lübeck: branco com cruz vermelha
    - Mecklenburg: vermelho-amarelo-azul
    - Oldenburg: azul-vermelho-azul
    - Prússia: preto-branco-preto
    - Saxe: verde-branco-verde
    - Saxe-Weimar: preto-amarelo-verde
    - Schaumburg-Lippe: azul-vermelho-branco
    - Schwarzburg-Rudolstadt: azul-branco-azul
    - Schwarzburg-Sondershausen: branco-azul-branco
    - Waldeck: preto-vermelho-amarelo
    - Württemberg: preto-vermelho-preto

  - Confederação Germânica (1848-1871): dourado-vermelho-preto
- Albânia: vermelho-preto-vermelho
- Antígua e Barbuda: preto-dourado-azul-branco-vermelho
- Argentina: azul celeste-branco-azul celeste
- Armênia: laranja-azul-vermelho
- Áustria: vermelho-branco-vermelho
  - até 1918: preto-dourado
- Azerbaijão: verde-vermelho-azul claro
- Bélgica: preto-amarelo-vermelho
- Bolívia: verde-amarelo-vermelho
  - de 1826 a 1851: verde-vermelho-amarelo
  - de 1825 a 1826: verde-vermelho-verde (com um estrela amarela de cinco pontas no centro)
- Bulgária: vermelho-verde-branco 
  - cocar das aeronaves militares: branco-verde-vermelho
- Brasil: azul-amarelo-verde
  - cocar das aeronaves da Marinha do Brasil: azul-amarelo-verde
- Chile: azul-branco-vermelho (com um estrela prateada de cinco pontas sobre a parte azul)
  - laço alternativo usado nos capacetes de espigão do Exército: vermelho-branco-azul
- Colômbia: amarelo-azul-vermelho
- Croácia: vermelho-branco-azul
- Dinamarca: vermelho-branco-vermelho
  - início do século XIX: preto
  - cocar das aeronaves militares: branco-vermelho
- Egito: preto-branco-vermelho
  - de 1922 a 1953: verde-branco-verde
- Equador: vermelho-azul-amarelo
- Eslovênia: vermelho-azul-branco
- Espanha: vermelho-amarelo-vermelho
  - de 1844 a 1871: vermelho
  - de 1843 a 1844: vermelho-amarelo-vermelho
  - até 1843: vermelho
- Estados Unidos: azul-branco-vermelho
  - século XIX: azul com uma águia prateada no centro
  - Guerra da Independência (Laço da União): branco-preto
  - Guerra da Independência (Laço da Aliança Tripla): branco-preto-vermelho
  - cocar das aeronaves militares na Primeira Guerra Mundial: branco-azul-vermelho
- Estônia: branco-preto-azul
- Etiópia: vermelho-amarelo-verde
  - até 1936: verde-amarelo-vermelho
- Finlândia: branco-azul-branco
- Filipinas: 
  - de 1898 a 1901: vermelho-azul-prata
- França: azul-branco-vermelho 
  - Monarquia Absoluta (até 1794): branco
  - cocar das aeronaves da Marinha Francesa: azul-branco-vermelho com uma âncora preta
- Gabão: verde-amarelo-azul claro
- Gana: verde-amarelo-vermelho
- Geórgia: 
  - de 1990 até 2004: preto-branco-vinho
- Grécia: azul-branco
  - 1833: azul-branco
  - 1822: branco-azul-branco
  - cocar das aeronaves militares: azul-branco-azul
- Hungria: verde-branco-vermelho
- Índia: verde-branco-açafrão
- Islândia: azul-branco-vermelho-branco-azul
- Irã: vermelho-branco-verde
- Irlanda: verde-branco-laranja
  - até 1922: verde ou azul celeste
- Itália: verde-branco-vermelho
  - de 1861 a 1948: azul saboia
- Iugoslávia: azul-branco-vermelho
- Japão: vermelho-branco
- Letônia: carmim-branco-carmim
- Lituânia: vermelho-verde-amarelo
- México: verde-branco-vermelho
- Mônaco: branco-vermelho-branco
- Morávia: vermelho-branco-azul
- Nigéria: verde-branco-verde
- Noruega: vermelho-branco-azul-branco
- Países Baixos: laranja
- Paquistão: branco-verde-amarelo
- Paraguai: azul-branco-vermelho
- Peru: vermelho-branco-vermelho
- Polônia: vermelho-branco
- Portugal: verde-vermelho
  - de 1821 a 1823 e de 1830 a 1910 (Monarquia Constitucional): azul-branco
  - de 1797 a 1820 e de 1823 a 1830: azul-vermelho
  - até 1797: verde-branco
- Quênia: verde-branco-vermelho-branco-preto
- Reino Unido
  - Casa Real dos Stuart: branco
  - Casa Real de Hanôver: preto
  - cocar das aeronaves militares: vermelho-branco-azul
  - cocar alternativo das aeronaves militares: vermelho-azul
- Romênia: azul-amarelo-vermelho
- Rússia: preto-laranja-preto-laranja
  - até 1917: preto-laranja-preto-laranja-branco
  - polícia: vermelho-azul-branco
  - cocar das aeronaves do Exército até 1918: branco-azul-vermelho
- San Marino: branco-azul
- Sérvia: vermelho-azul-branco
- Seicheles: 
  - de 1978 a 1996: verde-branco-vermelho
- Serra Leoa: azul claro-branco-verde
- Suécia: azul-amarelo
  - militar: amarelo
- Tailândia: vermelho-branco-azul-branco-vermelho
- Transvaal: verde-vermelho-branco-azul
- Turquia: vermelho-branco-vermelho
- Ucrânia: azul claro-amarelo
- Uruguai: azul-branco-azul-branco-azul-branco-azul-branco
  - de 1828 a 1916: azul celeste
  - militar (Cocar de Artigas): azul-branco-azul com uma banda vermelha
  - polícia: vermelho-branco-azul
- Venezuela: vermelho-azul-amarelo